# Дуся (озеро)
Дуся́ (лит. Dusia; устар. Дузя, Дусь) — озеро на юге Литвы. Третье по площади в стране и второе по этому показателю среди озёр полностью находящихся на территории Литвы. Относится к бассейну Шяшупе

## Расположение
Озеро располагается в пределах территории Швянтэжярского староства Лаздийского района. По восточному берегу проходит граница Сейрийского староства Лаздийского района; часть северного берега северо-западной оконечности озера является границей Симнасского староства Алитусского района.

## Морформетрия
Площадь озера составляет 23,34 км², длина — 8,4 км, максимальная ширина 4,2 км. Высота над уровнем моря — 106,35 м. Наибольшие глубины приходятся на центральную часть озера и достигают 32,6 м, средняя глубина озера равняется 15,4 м. Берега большей частью песчаные и пологие, протяжённость береговой линии — 21,6 км. Площадь водосборного бассейна — 107,8 км².